# Edgar Tinel
Edgar Pierre Joseph Tinel (ur. 27 marca 1854 w Sinaai, zm. 28 października 1912 w Brukseli) – belgijski kompozytor, pianista i pedagog.

## Życiorys
Urodził się w Sinaai (obecnie część gminy Sint-Niklaas) we Flandrii Wschodniej. Jego ojciec był organistą. Studiował w Królewskim Konserwatorium w Brukseli grę fortepianową u Louisa Brassina oraz kompozycję, harmonię i kontrapunkt u François Auguste Gevaerta. Po studiach rozpoczął karierę pianistyczną i koncertował w Belgii, Niemczech i Anglii. Jako wirtuoz wyróżniał się w interpretacji kompozytorów niemieckiego romantyzmu: Beethovena, Mendelssohna, Schumanna. W 1873 otrzymał Premier Prix w zakresie gry fortepianowej; ostatecznie jednak zdecydował zająć się kompozycją.
W 1877 otrzymał belgijskie Prix de Rome za kantatę Klokke Roeland. W 1905 na zamówienie rządu belgijskiego skomponował Te Deum op. 46, którego prawykonanie miało miejsce w tym samym roku, w Katedrze Świętego Michała i Świętej Guduli w Brukseli. Od 1910 kierował belgijską kapelą królewską.
Od 1881 zajął się również działalnością pedagogiczną. Zastąpił wtedy Jacques’a-Nicolasa Lemmensa na stanowisku dyrektora Lemmensinstituut w Mechelen, konserwatorium specjalizującego się wówczas w muzyce religijnej, którym zarządzał do 1909. Równocześnie od 1896 był profesorem konserwatorium brukselskiego i wykładał kontrapunkt i fugę, a w 1908 otrzymał tam stanowisko dyrektora.
W 1902 został członkiem Académie Royale de Belgique. W 1910 otrzymał tytuł doktora honoris causa Katolickiego Uniwersytetu w Lowanium.
Był odznaczony m.in. krzyżami komandorskimi belgijskiego Orderu Leopolda, francuskiego Orderu Legii Honorowej, holenderskiego Orderu Oranje-Nassau i papieskiego Orderu św. Grzegorza Wielkiego z gwiazdą.

## Twórczość
Tinel fascynował się dawną muzyką religijną. W jego utworach charakterystyczne jest łączenie elementów techniki polifonicznej, wzorowanej na twórczości Palestriny i J.S. Bacha z typową dla romantyzmu ekspresją i orkiestracją zdominowaną przez instrumenty smyczkowe . W jego utworach fortepianowych i pieśniach są zauważalne wpływy Schumanna, Mendelssohna i Brahmsa . Największym sukcesem Tinela było oratorium Franciscus (1886–1888) do tekstu Lodewijka de Konincka, wykonane po raz tysięczny 15 października 1913 w Strasburgu.
Tinel skomponował ok. 70 utworów zebranych w 47 opusach. Są to głównie religijne utwory wokalno-instrumentalne . Opublikował też pracę teoretyczną Le chant grégorien... (Mechelen, 1890), w której zawarł rezultaty swoich studiów nad muzyką dawną.

## Wybrane kompozycje
(na podstawie materiałów źródłowych )

### Opery
- Godelieve, op. 43, libretto M. Ramboux, 1897 (wyst. Bruksela 1897)
- Katharina, op. 44, libretto T.L. van Heemstede, 1908 (wyst. Bruksela 1909)

### Utwory wokalno-instumentalne
- Klokke Roeland, op. 17, kantata, 1877, zrewid. 1884
- Kollebloemen, op. 20, kantata, 1879, zrewid. 1890
- Vlaamsche stemme, op. 25, na 4 głosy męskie
- Te Deum D-dur, op. 26, kantata na chór mieszany i organy, 1883
- Aurora, op. 37, na 4 głosy męskie, 1885
- Franciscus, op. 36, oratorium (do tekstu Lodewijka de Konincka), 1888
- Psalm VI, op. 27, na 4 głosy męskie, 1891
- Te Deum, op. 46, na 6 głosów, chór mieszany, organy i orkiestrę, 1905
- Psalm XXIX, op. 39, na 4 głosy męskie
- Messe pour Notre-Dame de Lourdes, op. 41, na 5 głosów a cappella, 1905
- Cantique nuptial, op. 45, na sopran, tenor, organy i fortepian lub klawesyn
- Te Deum, op. 46, na 6 głosów, organy i orkiestrę, 1905
- Psalm CL, op. 47, na 4 głosy męskie, 1907

### Utwory instrumentalne
- Sonata f-moll, op. 9, na fortepian, 1876
- Sonata g-moll, op. 29, na organy, 1885
- Bunte Blätter, op. 32, 6 utworów na fortepian, 1885